# Эшун, Мэри
Мэри Эшун (англ. Mary A. Ashun, род. 1968) — ганско-канадская писательница, педагог и исследователь; директор Ганской международной школы в Аккре, столице Ганы.

## Образование
Мэри Эшун родилась в Аккре, столице Ганы в 1968 году под именем Мэри Асабеа Апеа у Эммануэля Апеа, бывшего дипломата Секретариата Содружества в Лондоне и посла и координатора ООН в Нигерии и ЭКОВАС, и Эммы Элизабет Апеа (урожденная Аппиа), учительницы.
Мэри имеет степень бакалавра комбинированных наук Университета Восточного Лондона (Великобритания), степень бакалавра педагогических наук; получила степень бакалавра среднего образования в Университете Торонто и докторскую степень в области биохимии в Университете штата Нью-Йорк в Буффало, штат Нью-Йорк.

## Академическая карьера
Эшун была директором Филопатерского христианского колледжа в Торонто, Канада, и профессором педагогического факультета Университетского колледжа Редимер в Канаде.
В 2014 году Эшун была присуждена стипендия руководителей школ Клингенштейна в Педагогическом колледже Колумбийского университета. Также в 2019 году она была избрана членом правления Ассоциации международных школ Африки.
В мае 2011 года Эшун получила грант Канадского агентства международного развития (CIDA) в размере 200 000 долларов США от Университета Редимер для работы над повышением грамотности и развитием бизнеса в Асаманкесе, Гана. Вместе с командой студентов и взрослых добровольцев программа ликвидации неграмотности для женщин превратилась в начальную школу для детей в деревне Асаманкесе. С тех пор школа выпустила свою первую группу учеников 6 лет обучения в среднюю школу Христианской школы Его Величества в Асаманкесе. Это качественный недорогой вариант образования для родителей в районе Асаманкесе.
В январе 2013 года Эшун организовала TEDxSixteenMileCreek на тему «RE-Imagine».
Её исследовательская работа была опубликована как в академических, так и в неакадемических журналах и посвящена таким темам, как изучение взрослыми математики, и её опыт работы чернокожим преподавателем в преимущественно белой учебной среде.

## Писательская карьера
Эшун также является писательницей, пишущей под двумя псевдонимами — Асабеа Ашун и Абена Апеа. Она написала несколько книг для детей и молодёжи в разных жанрах, от рассказов до научно-фантастических книг для детей.
Её первый роман «Дождь на моих леопардовых пятнах» (впоследствии опубликованный как «Дитя вторника») стал четвертьфиналистом конкурса Amazon/Penguin Writing Contest 2010 года, а её второй роман «Экспатриант» (впоследствии опубликованный как «Хозяйка игры») стал четвертьфиналистом конкурса Amazon/Penguin Writing Contest в 2011 году.
С сентября 2011 года по февраль 2012 года Эшун была создателем и ведущей шоу по обучению грамоте на Rogers TV, в Миссиссоге, под названием Book ’Em TV.
Эшун написала сценарии и продюсировала сценические адаптации, в том числе мюзикл DreamWorks «Принц Египта», который был исполнен её учениками из Ганской международной школы в Национальном театре Ганы.

## Личная жизнь
Мэри замужем за Джозефом Эшуном, инженером, у них трое сыновей, они проживают в Торонто, Канада, и Аккре, Гана.